# Ricardo Acero
Ricardo Acero est un acteur espagnol né le 31 août 1918 à Molinos de Razón (Espagne) et mort le 1er décembre 1986 à Madrid.

## Filmographie

### Cinéma
- 1943 : Canelita en rama d'Eduardo García Maroto
- 1944 : Macarena (es) de Luis Ligero et Antonio Guzmán Merino
- 1944 : Ana María de Florián Rey
- 1945 : Castañuela de Ramón Torrado
- 1946 : El Traje de luces d'Edgar Neville
- 1946 : Misión blanca de Juan de Orduña : Padre Mauricio
- 1946 : Leyenda de feria de Juan de Orduña
- 1946 : Un Drama nuevo de Juan de Orduña
- 1947 : Serenata española de Juan de Orduña
- 1947 : La Lola se va a los puertos (es) de Juan de Orduña
- 1948 : Poignard et Trahison (Locura de amor) de Juan de Orduña : Don Carlos
- 1948 : La Cigarra de Florián Rey
- 1949 : El Capitán de Loyola de  José Díaz Morales
- 1949 : Una Mujer cualquiera de Rafael Gil
- 1949 : Aventuras de Juan Lucas de Rafael Gil
- 1950 : Pequeñeces de Juan de Orduña
- 1952 : Gloria Mairena de Luis Lucia Mingarro
- 1954 : El Diablo toca la flauta de José María Forqué